# Lubomír Metnar

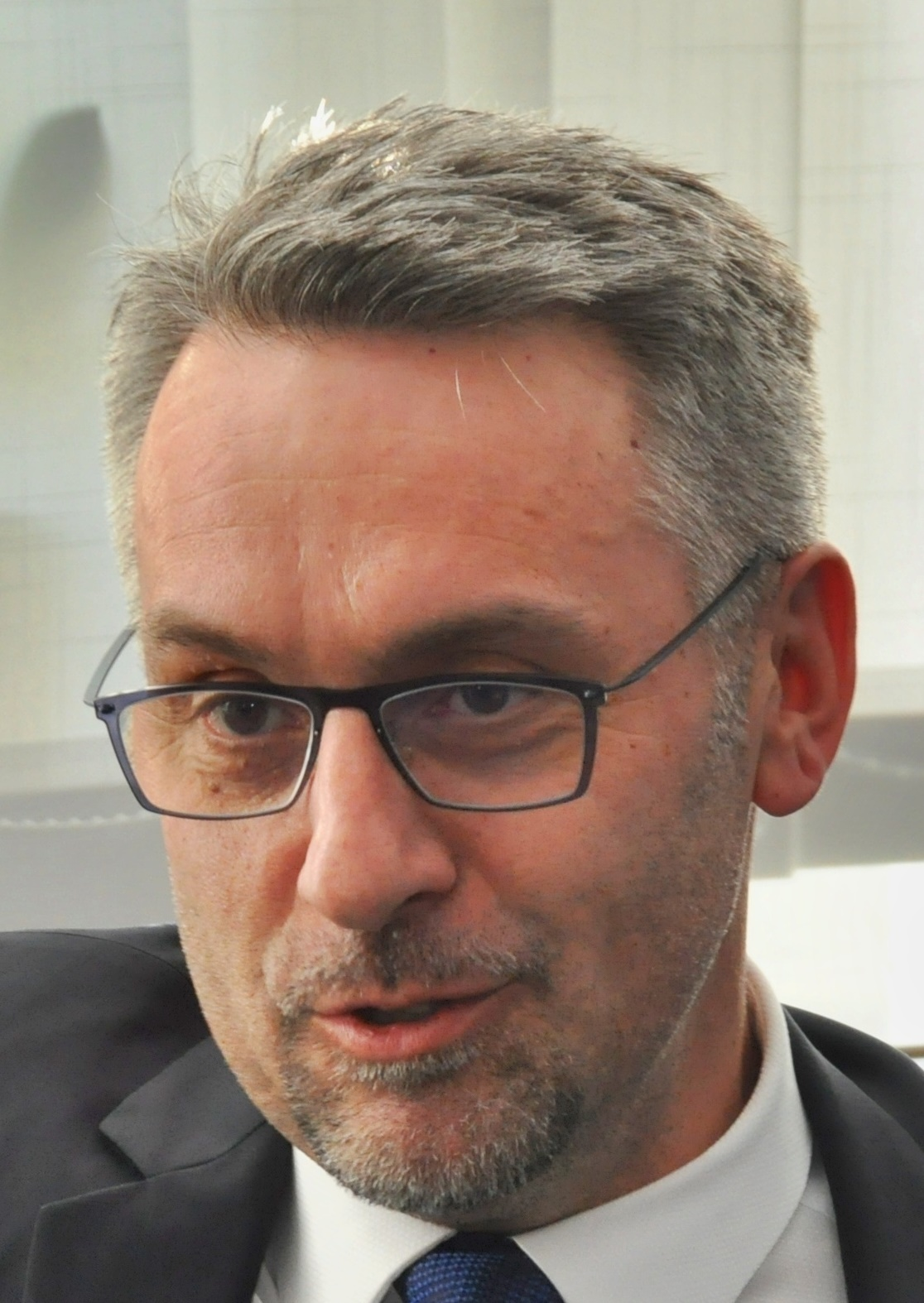
Lubomír Metnar (2018)

Lubomír Metnar (* 6. Oktober 1967 in Olmütz) ist ein tschechischer Politiker. Von Juni 2018 bis zum 17. Dezember 2021 war er Verteidigungsminister Tschechiens.
Metnar absolvierte die Polizeischule und studierte von 1994 bis 1998 an der Universität Ostrava. Er arbeitete im Bereich Kriminalistik für die Polizeidirektion der Mährisch-Schlesischen Region.
Von 2013 bis 2014 war er Stellvertreter des Innenministers für Sicherheit. Am 13. Dezember 2017 wurde er zum Innenminister im ersten Kabinett von Andrej Babiš ernannt. In dessen zweiten Kabinett übernahm Metnar das Verteidigungsministerium.